# Новодмитриевский сельсовет (Нижегородская область)
Новодмитриевский сельсовет — административно-территориальная единица в составе городского округа город Выкса (Нижегородская область, Россия). До 2011 года являлся сельским поселением в составе Выксунского района.
Административный центр — село Новодмитриевка.

## Населённые пункты
В составе сельсовета 24 населённых пункта: 4 села, 9 деревень и 11 посёлков.
| №  | Населённый пункт | Тип населённого пункта       | Население |
| -- | ---------------- | ---------------------------- | --------- |
| 1  | Боевой           | посёлок                      | ↗1        |
| 2  | Гагарская        | деревня                      | ↘26       |
| 3  | Дальнепесочная   | деревня                      | ↘14       |
| 4  | Димара           | посёлок                      | ↘135      |
| 5  | Домики           | посёлок                      | →0        |
| 6  | Илькино          | деревня                      | →0        |
| 7  | Красное Солнце   | посёлок                      | ↘6        |
| 8  | Малиновка        | посёлок                      | ↘11       |
| 9  | Мяря             | посёлок                      | ↘2        |
| 10 | Новая Деревня    | деревня                      | ↘241      |
| 11 | Новодмитриевка   | село, административный центр | ↘889      |
| 12 | Ореховка         | посёлок                      | ↘5        |
| 13 | Осиповка         | деревня                      | ↘3        |
| 14 | Покровка         | деревня                      | ↘165      |
| 15 | Полдеревка       | село                         | ↘91       |
| 16 | Пустошка         | деревня                      | ↘5        |
| 17 | Семилово         | село                         | ↘23       |
| 18 | Старая Деревня   | деревня                      | ↘4        |
| 19 | Тайга            | посёлок                      | →0        |
| 20 | Унор             | посёлок                      | ↘53       |
| 21 | Чёрная           | деревня                      | ↘0        |
| 22 | Чупалейка        | село                         | ↘327      |
| 23 | Шернавка         | посёлок                      | ↘4        |
| 24 | Ягодка           | посёлок                      | →0        |